# Bourg-en-Lavaux
Bourg-en-Lavaux es una comuna suiza del cantón de Vaud, capital del distrito de Lavaux-Oron.
La comuna es el resultado de la fusión el 1 de julio de 2011 de las antiguas comunas de Cully, Epesses, Granvaux, Riex y Villette (Lavaux).

## Geografía
Bourg-en-Lavaux se encuentra situada a orillas del lago Lemán, en la región de Lavaux, declarada Patrimonio de la Humanidad por la Unesco en 2007. La comuna limita al norte con las comunas de Savigny y Forel (Lavaux), al este con Puidoux, al sur con Meillerie (FRA-74) y Lugrin (FRA-74), y al oeste con Lutry.

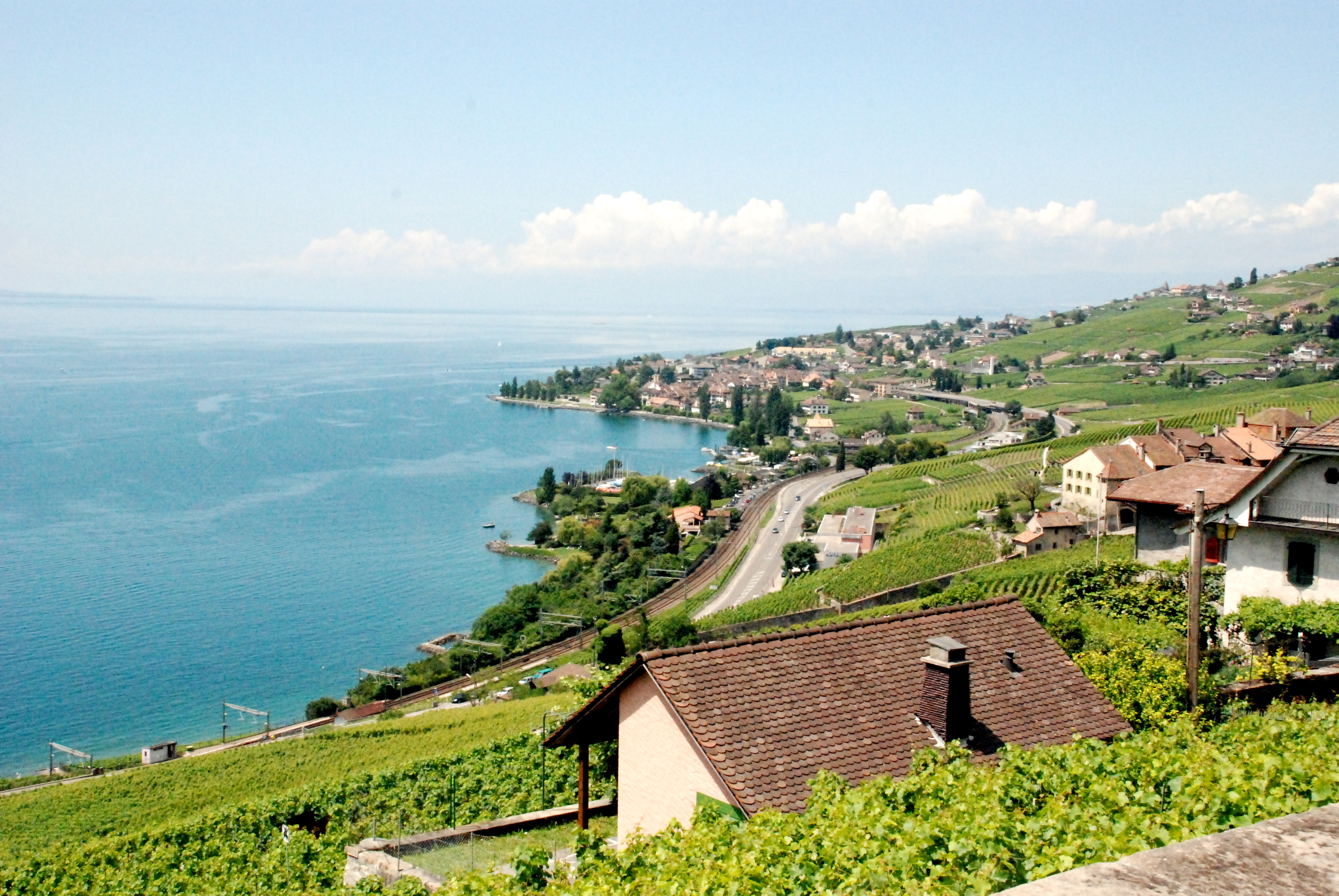
Vista de los viñedos del Lavaux con el lago Lemán al fondo.